# Qabus bin Said Al Said
Qabus ibn Sa’id Al ‘Bu Sa’id (Salalá, 18 de novembro de 1940 – 10 de janeiro de 2020) foi o sultão de Omã, de 23 de julho de 1970, quando depôs o seu pai Said bin Taimur, até 10 de janeiro de 2020, data de sua morte. Tendo reinado durante quase 50 anos, foi o monarca árabe que mais tempo esteve no poder.  

## Biografia
Qabus era membro da 14.ª geração descendente do fundador da dinastia Al Bu Saidi, que estabeleceu o sultanato no século XVII após expulsar os portugueses de Mascate. Ele foi educado na Índia e na Academia Militar de Sandhurst, Reino Unido. Também passou um ano com o exército britânico na Alemanha. Ao retornar a Omã, seu pai mandou prendê-lo, com medo de suas ideias de modernização. "Omã era, à época, um estado feudal em que ao cair da noite as portas das cidades eram fechadas", escreveu o El País. Já o G1 escreveu que o país era "completamente fechado ao mundo e submetido a um rígido controle religioso". Com a ajuda dos oficiais britânicos que treinavam o exército omani, Qabus derrubou o pai, que foi enviado para Londres, começando assim o que oficialmente foi chamado de “renascimento”.  
Foi casado entre 1976 e 1979 com uma prima, Nawal Bint Tariq, mas o casal não teve filhos. 

## Reinado
Sendo Qabus o sultão do país, como é tradição, deteve o poder absoluto. Ostentou os cargos de Premiê, ministro de Assuntos Exteriores, ministro de Defesa e ministro de Finanças. Apesar de sua riqueza e poder, foi considerado geralmente como líder de uma política moderada. Conhecido por seu desinteresse e generosidade, no livro do general Tommy Franks, Soldado Americano, foi descrito como um verdadeiro amigo dos Estados Unidos na Guerra Antiterrorista, "com nenhuma maldade, nenhuma agenda secreta".
O primeiro problema que Qabus teve que enfrentar após assumir o poder foi uma insurreição comunista armada do Iêmen do Sul, mas o sultão derrotou rapidamente a incursão com escassa ajuda externa.
Poucos anos antes de sua morte, Omã começou a dar alguns passos para a democracia. Eleições parlamentares, nas quais as mulheres têm votado e podem também ser candidatas, têm ocorrido e o sultão havia prometido a maior clareza possível e a participação no governo. 
A maior parte de tomadas de decisões do país realiza-se segundo o acordo geral com representantes locais e tribais.
Qabus, à data de sua morte, foi o Chefe de Estado que esteve por mais tempo no poder entre todos os que assumiram após um Golpe de Estado e que ainda governavam os seus países.

## Morte
Qabus morreu aos 79 anos e, de acordo com a tradição islâmica, foi enterrado antes do pôr do sol. Ele havia sido diagnosticado com cancro do cólon em 2014, porém a causa de sua morte não foi oficialmente confirmada.  
A rainha Isabel II do Reino Unido, entre outros monarcas, como o de Bahrein, Catar, Espanha, Japão e Marrocos enviaram oficialmente suas condolências pela morte do sultão.     
O  príncipe Carlos, o rei Guilherme Alexandre dos Países Baixos e o rei Abdullah II da Jordânia estão entre os líderes mundiais que viajaram para Omã para prestar suas condolências.   

## Sucessão
Apesar de ter sido casado entre 1976 e 1979 com uma prima, ele não teve filhos. Também não tinha irmãos, pelo que não tinha sucessor direto.
Publicamente o sultão nunca revelou o nome de quem gostaria que assumisse o sultanato (a ideia era não minar a sua autoridade em vida), mas escreveu-o em dois envelopes: um estava no palácio real de Mascate e outro no da cidade de Salalah, no sul do país da península Arábica. Foi o próprio sultão que disse ter escrito dois nomes, também em ordem de sucessão. 
De acordo com a lei, um conselho da família real, formado pelos homens da família, teria que escolher um sucessor no espaço de três dias depois da morte do sultão. Se não chegasse a um acordo, o envelope seria aberto.
Segundo o G1, em cerimônia transmitida pela TV, o envelope foi aberto no sábado, 11 de janeiro, pelo conselho de defesa, em presença do conselho da família real, tendo sido anunciado o nome de Haitham bin Tariq Al Said, primo de Qabus que atuava como ministro da cultura e tinha uma grande experiência no ministério de relações internacionais. 
De acordo com o Estadão, o conselho da família real tinha pressa em anunciar o nome do novo sultão, para demonstrar união e estabilidade no país, após recentes conflitos no golfo Pérsico, entre os Estados Unidos e o Irã, que envolveram o assassinato, pelos americanos, do general iraniano Qasem Soleimani e o ataque, como resposta do Irã, às bases militares americanas de Al Asad e Erbil, ataque que levou ao abate acidental, por um erro iraniano, do Voo Ukraine International Airlines 752, no qual morreram 176 pessoas.